# Scottish Open 1975
Die Scottish Open 1975 im Badminton fanden vom 17. bis zum 18. Januar 1975 in Edinburgh statt.

## Sieger und Platzierte
| Disziplin    | Gold                        | Silber                           | Bronze                        |
| ------------ | --------------------------- | -------------------------------- | ----------------------------- |
| Herreneinzel | Ross Livingston             | Rob Ridder                       | Nicol McCloy                  |
| Herreneinzel | Ross Livingston             | Rob Ridder                       | Derek Talbot                  |
| Dameneinzel  | Marjan Luesken              | Nora Gardner                     | Barbara Beckett               |
| Dameneinzel  | Marjan Luesken              | Nora Gardner                     | C. Cameron                    |
| Herrendoppel | Derek Talbot Elliot Stuart  | Jim Ansari John Britton          | Ross Livingston Rob Ridder    |
| Herrendoppel | Derek Talbot Elliot Stuart  | Jim Ansari John Britton          | Colin Beacom Keith Andrews    |
| Damendoppel  | Marjan Luesken Nora Gardner | Helen McIntosh Christine Stewart | Mary Bryan Heather Young      |
| Damendoppel  | Marjan Luesken Nora Gardner | Helen McIntosh Christine Stewart | Christine Heatly Katie Garret |
| Mixed        | Elliot Stuart Nora Gardner  | Fraser Gow Helen McIntosh        | Rob Ridder Marjan Luesken     |
| Mixed        | Elliot Stuart Nora Gardner  | Fraser Gow Helen McIntosh        | Robert McCoig C. Cameron      |

## Finalresultate
| Disziplin    | Sieger                      | Finalist                         | Ergebnis          |
| ------------ | --------------------------- | -------------------------------- | ----------------- |
| Herreneinzel | Ross Livingston             | Rob Ridder                       | 15–0, 15–10       |
| Dameneinzel  | Marjan Luesken              | Nora Gardner                     | 11–6, 11–5        |
| Herrendoppel | Derek Talbot Elliot Stuart  | Jim Ansari John Britton          | 12–15, 15–7, 15–8 |
| Damendoppel  | Marjan Luesken Nora Gardner | Helen McIntosh Christine Stewart | 15–2, 15–8        |
| Mixed        | Elliot Stuart Nora Gardner  | Fraser Gow Helen McIntosh        | 15–5, 12–15, 15–4 |